# 中村歌右衛門 (4代目)

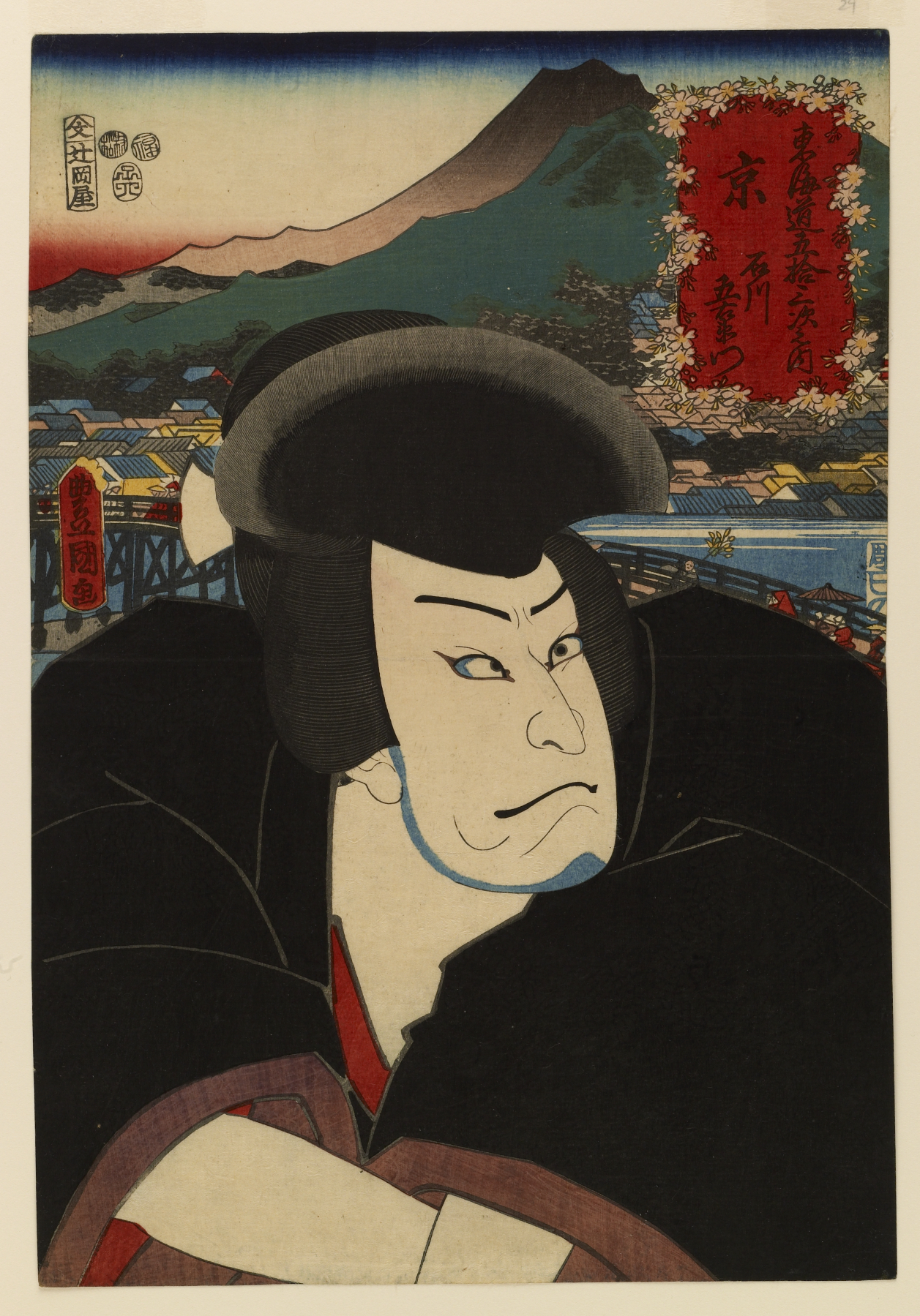
「東海道五十三次之内　京　石川五右衛門」　四代目中村歌右衛門の石川五右衛門。三代目歌川豊国画。

四代目 中村 歌右衛門（なかむら うたえもん、寛政10年〈1798年〉 - 嘉永5年2月17日〈1852年3月7日〉）とは、江戸時代に活躍した歌舞伎役者。屋号は成駒屋、俳名は芝賞・翫雀。雅号は魁香舎。本名平野 吉太郎（ひらの きちたろう）。

## 来歴
三代目中村歌右衛門の養子。江戸下谷の茶屋の子で、文化4年（1807年）振付師の三代目藤間勘兵衛の門下となって藤間亀三郎と名乗る。文化5年、江戸にいた三代目歌右衛門の門下に入り中村藤太郎と改名、さらに文化10年（1813年）3月には中村鶴助と改名する。文政8年（1825年）、三代目歌右衛門の俳名である芝翫を二代目として襲名し人気を得る。天保7年（1836年）1月、四代目中村歌右衛門を襲名した。
当り役は多く、『一谷嫩軍記』の熊谷直実、『娘道成寺』の白拍子など。体格、容貌に恵まれ、世話物より時代物を得意とし、所作事に優れた。天保2年（1831年）3月に江戸中村座で『六歌仙容彩』が初演され、僧正遍照、文屋康秀、在原業平、喜撰法師、大伴黒主の五役を演じる。嘉永5年1月、大坂でもこの『六歌仙』を勤めたが、これが最後の舞台となり同年2月に没す。享年57。墓所は多磨霊園。門人に養子の四代目中村芝翫、二代目中村翫雀、三代目中村翫雀がいる。

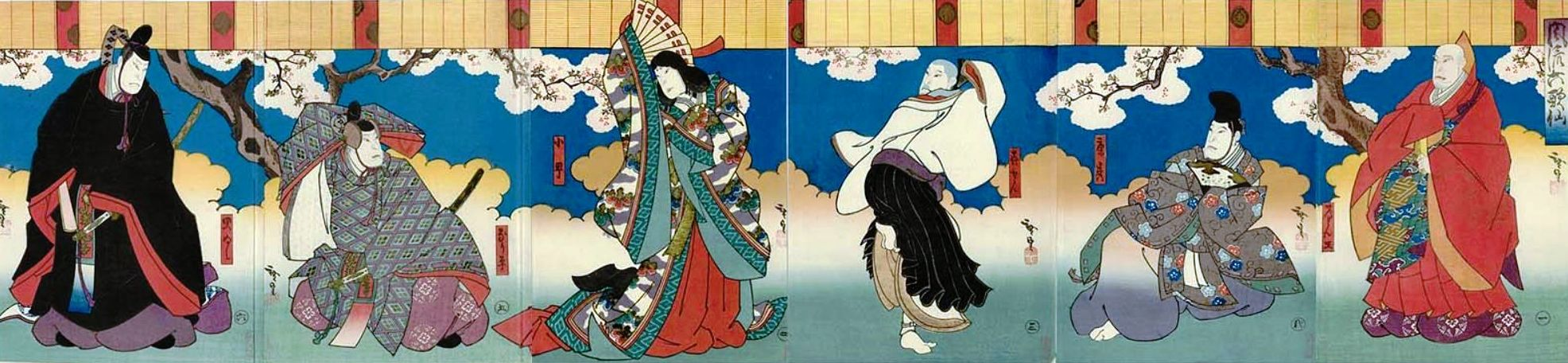
「風流六歌仙」　右より四代目中村歌右衛門のへん正、康秀、喜せん、なり平、黒ぬし。小野小町は二代目中山南枝。嘉永5年1月、大坂中の芝居。歌川広貞画。

## 芝翫河岸
天保の頃、住いが深川常盤町にあった。小名木川の高橋から萬年橋までの北岸は、当時「芝翫河岸」と呼ばれていた。『六歌仙』の「喜撰」の最初に「わが庵は芝居の辰巳常磐町、しかも浮世を離れ里」とあるのは、この常盤町の住いのことを当て込んだものである。